# Dorotheenstädtischer Friedhof

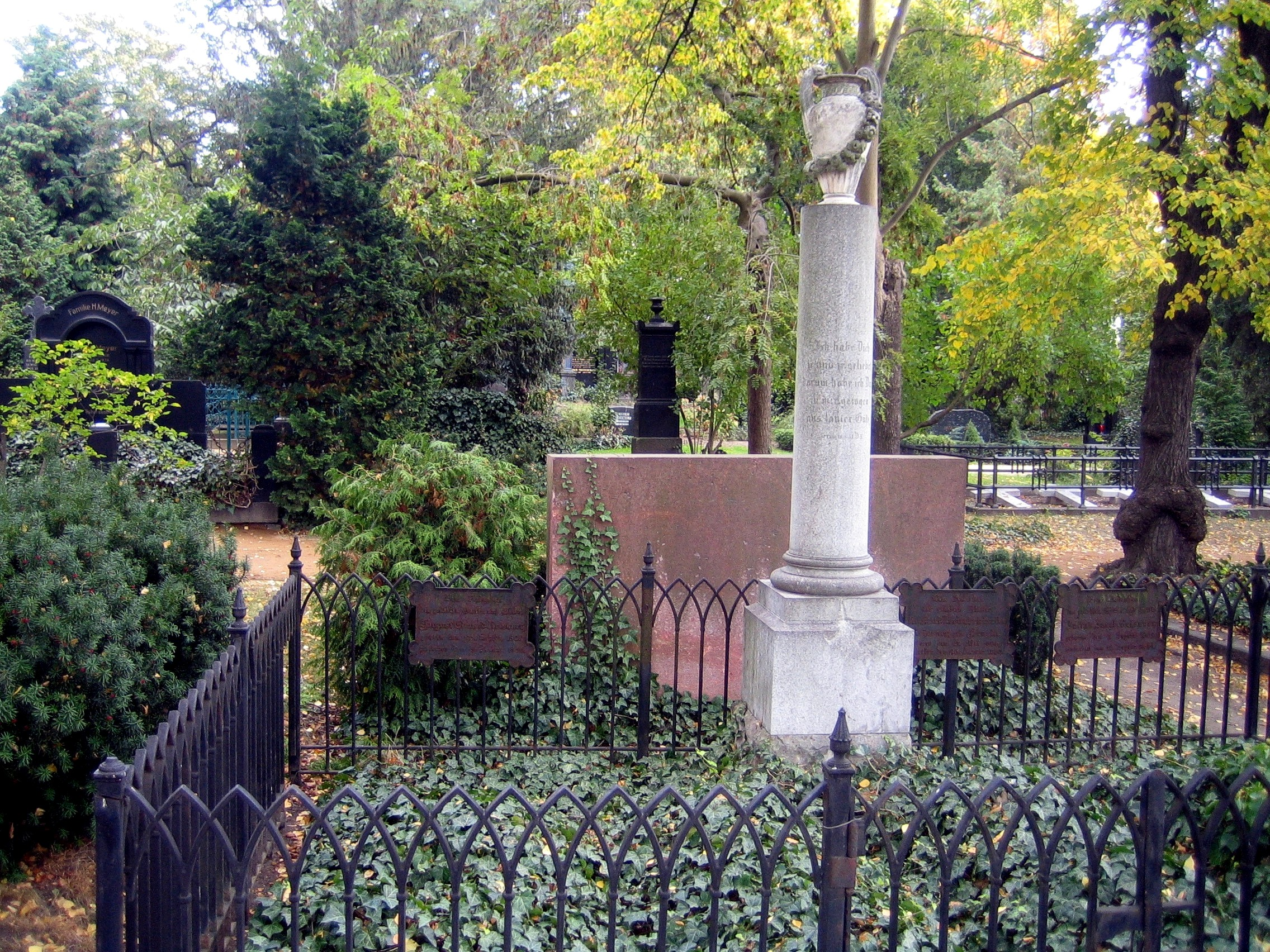
Sepulturas no cemitério

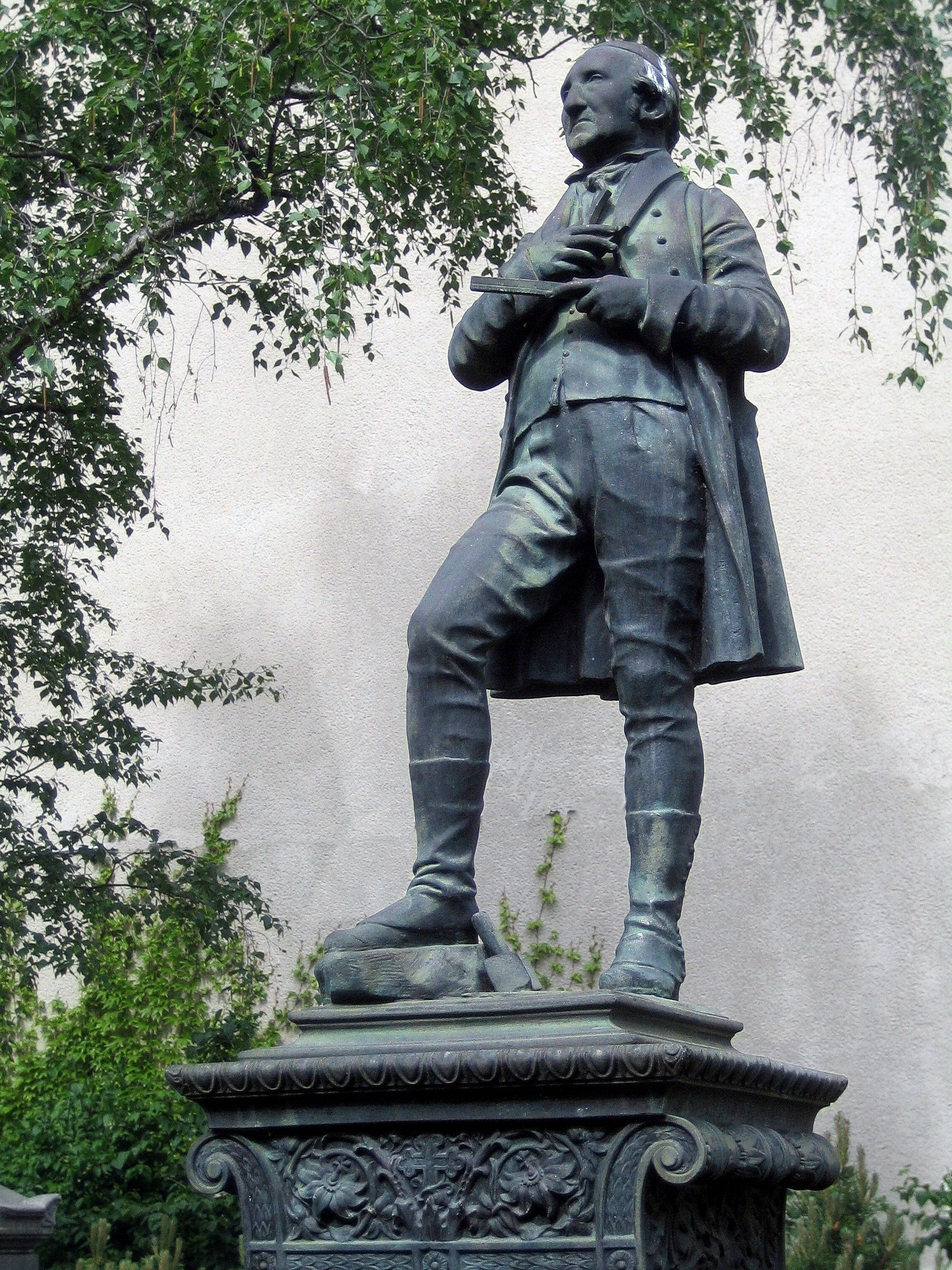
Estátua de Johann Gottfried Schadow em sua sepultura, por Heinrich Kaehler

O Dorotheenstädtischer Friedhof (em alemão:  Friedhof der Dorotheenstädtischen und Friedrichswerderschen Gemeinden, abreviado como Dorotheenstädtischer Friedhof) é um cemitério protestante em Berlim, Alemanha, tombado como patrimônio cultural, fundado na metade do século XVIII. A entrada para a área de 17.000 m2 localiza-se na Chaussee Straße 126 (ao lado da casa Brecht, onde Bertolt Brecht e Helene Weigel viveram seus últimos anos, na Chaussee Straße 125). É também diretamente adjacente ao Cemitério Francês de Berlim (também conhecido como Cemitério dos Hugenotes), estabelecido em 1780, com o qual é algumas vezes confundido.

## Personalidades

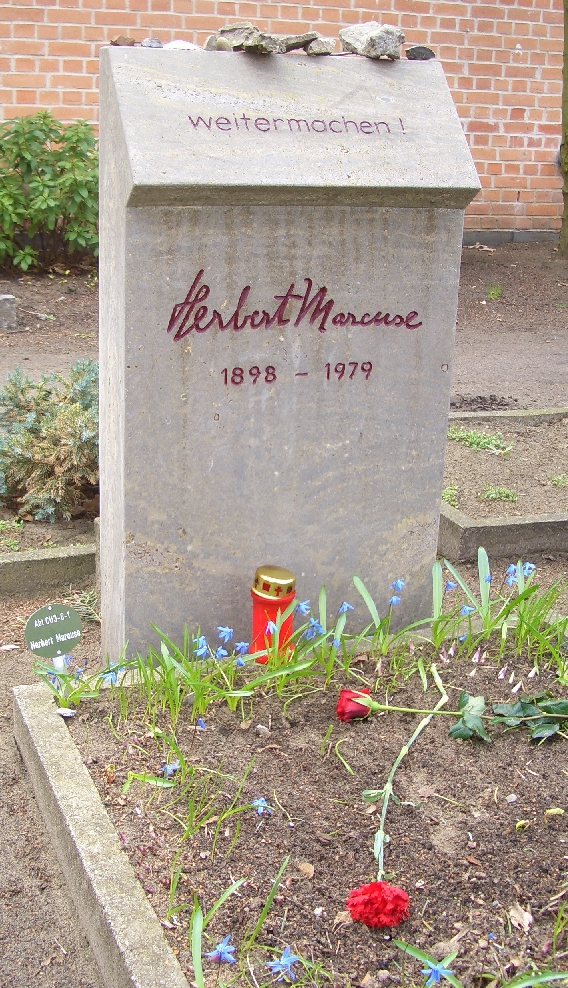
Sepultura de Herbert Marcuse; Weitermachen significa "continuar."

- Rudolf Bahro (1935–1997), jornalista e dissidente da Alemanha Ocidental
- Johannes R. Becher (1891–1958), escritor e Ministro da Cultura da Alemanha Ocidental
- Frank Beyer (1932–2006), diretor de cinema da Alemanha Ocidental
- Dietrich Bonhoeffer (memorial, sem sepultura) (1906–1945), teólogo e resistente anti nazista
- Klaus Bonhoeffer (1901–1945), resistente anti nazista
- August Borsig (1804–1854), industrial
- Bertolt Brecht (1898–1956), poeta
- Paul Dessau (1894–1979), compositor
- Hans von Dohnanyi (1902–1945), resistente anti nazista
- Hanns Eisler (1898–1962), compositor
- Johann Gottlieb Fichte (1762–1814), filósofo
- Günter Gaus (1929–2004), jornalista e político da Alemanha Ocidental
- Erwin Geschonneck (1906–2008), ator
- Friedrich Goldmann (1941–2009), compositor
- John Heartfield (1891–1968), artista
- Georg Wilhelm Friedrich Hegel (1770–1831), filósofo
- Stephan Hermlin (1915–1997), escritor
- Christoph Wilhelm Hufeland (1762–1836), médico
- Jürgen Kuczynski (1904–1997), historiador e economista
- Ernst Litfaß (1816–1871), inventor do Litfass kiosk
- Heinrich Mann (1871–1950), escritor
- Herbert Marcuse (1898–1979), filósofo
- Hans Mayer (1907–2001), escritor
- Heiner Müller (1929–1995), roteirista
- Johannes Rau (1931–2006), presidente da Alemanha (1999–2004)
- Christian Daniel Rauch (1777–1857), escultor
- Johann Gottfried Schadow (1764–1850), escultor e artista
- Karl Friedrich Schinkel (1781–1841), arquiteto
- Anna Seghers (1900–1983), escritor
- Friedrich August Stüler (1800–1865), arquiteto
- George Tabori (1914–2007), diretor de teatro
- Helene Weigel (1900–1971), atriz da Alemanha Ocidental
- Christa Wolf (1929–2011), escritor
- Arnold Zweig (1887–1968), escritor da Alemanha Ocidental